# Mauro Amenta
Mauro Amenta (Orbetello, 23 novembre 1953) è un allenatore di calcio ed ex calciatore italiano, di ruolo difensore o centrocampista.

## Caratteristiche tecniche

### Giocatore
Terzino fluidificante o mediano in marcatura sulla mezzapunta avversaria, si faceva apprezzare per le doti di corsa e di propulsione. Queste qualità gli consentivano di realizzare un buon numero di reti, nonostante non fosse in possesso di rilevanti doti tecniche.

## Carriera

### Giocatore

Amenta (accosciato, al centro) nel Pisa del 1973-1974

Ha iniziato nel Civitavecchia, in Serie D, portato da Luciano Moggi. Dopo una comparsata nel Genoa (senza presenze), milita nel Pisa in Serie C, svolgendo nel frattempo il servizio militare, e da qui si trasferisce al Perugia.
Rimane in Umbria per sei stagioni consecutive, conquistando la promozione in Serie A nella stagione 1974-1975, agli ordini di Ilario Castagner. Con i Grifoni è tra i protagonisti del buon campionato 1977-1978, nel quale realizza 5 reti, e a fine stagione passa per un anno alla Fiorentina.
Nel 1979 viene acquistato dalla Roma, dove rimane per due stagioni non ripetendo le prestazioni di Perugia e Firenze, complice l'impostazione tecnica e tattica data alla squadra da Nils Liedholm; nel biennio in giallorosso conquista comunque due edizioni consecutive della Coppa Italia.
Si trasferisce quindi al Palermo, in Serie B, rimanendovi per un solo giorno prima di rescindere il contratto e accasarsi al Pescara, anch'esso nella serie cadetta. Conclude la carriera tornando al Perugia, con cui disputa quattro stagioni in Serie B.
Ha totalizzato complessivamente 101 presenze e 12 reti in Serie A, e 109 presenze e 13 reti in Serie B.

### Allenatore
Dopo gli inizi nelle giovanili del Perugia, si lega a Walter Novellino, sempre come secondo allenatore, sulle panchine di Gualdo e ancora Perugia. Rimane nel capoluogo umbro anche con Giovanni Galeone e poi con Nevio Scala, prima di riformare la coppia con Novellino a Venezia, Napoli e Piacenza.
Il sodalizio si interrompe nella stagione 2001-2002, quando come vice allenatore al Piacenza viene scelto Giuseppe De Gradi. Nel 2014 allena i portieri del Villabiagio. Nel 2015 entra a far parte dello staff tecnico della Montemorcino, società dilettantistica dell'hinterland perugino. Nel 2019 allena i portieri del San Mariano

## Palmarès

### Giocatore

#### Competizioni nazionali
- Coppa Italia: 2

Roma: 1979-1980; 1980-1981
- Campionato italiano di Serie B: 2

Genoa: 1972-1973
Perugia: 1974-1975

#### Competizioni internazionali
- Coppa Piano Karl Rappan: 1

Perugia: 1978